# Aleksandrs Starkovs
Aleksandrs Starkovs (russisk: Александр Петрович Старков tr. Aleksandr Petrovitj Starkov ; 26. juli 1955 i Madona i Lettiske SSR, Sovjetunionen) er en lettisk fodboldtræner og fodboldspiller. Starkovs er manager for Letlands fodboldlandshold, samt manager for FK Inter Baku, og har tidligere været manager for klubber såsom FC Spartak Moskva i Rusland og Skonto FC i Letland.

## Spillerbiografi
Starkovs begyndte at spille fodbold i sin fødeby Madona, hvor han spillede for det lokale Olimpija Madona, hvor han blev valgt som den bedste forward under den lettiske Læderbold-turnering. I 1975 tilsluttede Starkovs sig FC Daugava. I 1978 to Starkovs til Dynamo Moskva, men det var ikke det rette fodboldhold for ham, så Starkovs var hurtigt tilbage i Riga igen. Imidlertid lå hans bedste år som spiller foran ham – i 1980'erne var Starkovs en af de bedste angrebsspillere i den sovjetiske førsteliga, hvor han scorede mere end 100 mål for Daugava.
I november 2003, i forbindelse med UEFA's jubilæum, blev han udvalgt til Letlands Gyldne Spiller af Letlands Fodboldforbund, som værende deres mest fremragende spiller igennem de seneste 50 år.

## Trænerkarriere
Starkovs gjorde sit navn kendt som holdtræner med Skonto FC, som han bragte frem til utallige lettiske mesterskaber. Han arbejdede også med Letlands nationale U-21 fodboldlandshold, og i 2001 blev han udnævnt til landsholdstræner for Letlands fodboldlandshold. Han overtog det lettiske fodboldlandshold efter dets katastrofale indsats i kvalifikationsrunderne til VM i fodbold i 2002, og førte holdet til sin største succes nogensinde, hvor de kvalificerede sig til EM i fodbold i 2004 med en sejr over bronzevinderen fra Tyrkiet.
Efter sin succes som national holdtræner tilsluttede Starkovs sig FC Spartak Moskva og vandt sølvmedaljen i den russiske liga i 2005, men han stoppede som træner dér i april 2006. Starkovs vendte tilbage til Riga, og i 2007 overtog han det lettiske fodboldlandshold igen.
I 2009 tog han imod tilbuddet som træner for Skonto FC, og i januar 2010 blev han træner for holdet, eftersom Paul Ashworth – den tidligere træner – forlod klubben. Starkovs genkomst blev meget succesrig, og han lykkedes at vinde ligaen med Skonto FC. I januar 2011 underskrev han en kontrakt med FK Inter Baku i Aserbajdsjan, og efter kontraktens indgåelse blev det kendt, at han ville fortsætte som landstræner for det lettiske fodboldlandshold som tidligere.
Aleksandrs Starkovs er siden den 24. marts 2010 Officer af Trestjerneordenen, en orden han fik overrakt af Letlands præsident Valdis Zatlers på Riga Slot den 1. maj 2010.